# شاعرية الفضاء
شاعرية الفضاء (بالفرنسية: La Poétique de l'Espace) هو كتاب صدر في عام 1958 للفيلسوف الفرنسي جاستون باشيلارد. يعتبر الكتاب عملاً هامًا عن الفن. قارن المعلقون آراء باشلارد بآراء الفيلسوف مارتن هايدجر.

## ملخص
يطبق باشيلارد طريقة الظواهر على الهندسة المعمارية، مستخدما اثباتات في تحليله وليس مستتندا إلى الأصول المزعومة (كما كان الاتجاه في تفكير التنوير حول العمارة) ولكن بناءا على التجربة الحية التي قام بها في الأماكن المعمارية وسياقاتها في الطبيعة. يركز بشكل خاص على الاستجابة الشخصية والعاطفية للمباني في كلا من الحياة وفي الأعمال الأدبية وايضا في النثر والشعر. وبالتالي ادى إلى التفكير في الاماكن المنوعة مثل العلية والقبو والأدراج واشباهم. يحث باشيلارد بطريقة ضمنية المهندسين المعماريين على بناء عملهم على الخبرات التي ستولدها بدلاً من الاعتماد على المبررات المجردة التي قد تؤثر أولا تؤثر على مشاهدي ومستخدمي الهندسة المعمارية.
يناقش باشلارد أيضًا التحليل النفسي وعمل الطبيب النفسي كارل يونغ. من خلال عمل مقارنة بين النهجين التحليلي النفسي والظاهري لموضوعه، يرى ميزة في كليهما لكنه يجد ان النهج الظواهري أفضل. 

## تاريخ النشر
نُشرت شاعرية الفضاء لأول مرة بواسطة مطبعة جامعة فرنسا في عام 1958. في عام 1964 نشرت الصحافة أوريون الكتاب مع كلمة اولى من قبل الفيلسوف إتيان جيلسون، بالترجمة إنجليزية للكاتبة ماريا جولاس. أعادت منارة الصحافة نشر العمل باللغة الإنجليزية في عام 1969. وفي عام 199 أعادت نشره في طبعة جديدة مع مقدمة مضافة من قبل المؤرخ جون ر.ستيلجوي.    في عام 2014 نشرت كتب بنغوين طبعة للكتاب مع مقدمة كتبها الروائي مارك ز دانييليفسكي ومقدمة من قبل الفيلسوف ريتشارد كيرني.   
أثرت شاعرية الفضاء على الفلاسفة بول ريكور وإدوارد إس كيسي،   والناقد كاميل باغليلا.  تأثر ريكور بفهم باتشيلارد للخيال.   حدد كيسي شعرية الفضاء بانها تؤثرعلى عمله " العودة إلى المكان" (1993). لقد كتب أن باشيلارد شارك هايدجر في "تأكيده على أهمية المساكن". لكنه أضاف أنه لا هايدغر ولا باشيلارد "قيّما بشكل كاف دور جسم الإنسان في تجربة الأماكن المهمة".  حددت باغليلا ان كتاب شاعرية الفضاء أيضا له تأثير على عملها في النقد الأدبي الذي يدور حول الشخصيات الجنسية (1990). وقد علقت على طريقة باشلارد معتبرة ان طريقته الوصفية للظواهر سلسة ومرنه وبأنها "بدت لي مثالية للفن" ووصف باشيلارد بأنها "آخر كاتبة فرنسية حديثة أخذتها على محمل الجد. 
منحت جوان أوكمان شاعرية الفضاء مراجعة إيجابية في مجلة تصميم هارفارد . وقارنت وجهات نظر باشلارد بآراء هايدجر وكتبت أنه بجانب أعمال مثل كتاب هايدجر الوجود والوقت (1927) ومقاله «بناء التفكير في المسكن»، كانت شاعرية الفضاء نصًا رئيسيًا للمهندس المعماري كريستيان نوربيرج شولز. كما قارنت وجهات نظر باشلارد حول نظرية المعرفة بآراء الفيلسوف توماس كون ووصفته بأنه تأثير على الفيلسوف ميشال فوكو، ووجدت انه كان واضحًا في رواية علم آثار المعرفة للكاتب فوكو (1969). قارن دانيالوسكي شاعرية الفضاء بالناقد هارولد بلوم في روايته القلق من التأثير (1973)، وكاتب المقال لويس هايد في الهدية: الخيال والحياة المثيرة للملكية (1983)، ورواية ستيف إريكسون أيام بين المحطات (1985) ورواية توماس بينشون ضد اليوم (2003). 
وهناك مؤلفين اخرين الذين مدحوا شاعرية الفضاء مثل جيلسون،  ستيلجو،  كيرني،  والفيلسوف جاري جوتنج.  نسب جيلسون الفضل لباشلارد في تقديم «واحدة من المساهمات الحديثة الرئيسية في فلسفة الفن».  أشاد ومدح ستيلجو بمناقشته حول «معنى الفضاء المحلي».  وصف كيرني شعرية الفضاء بأنها «التعبير الأكثر إيجازًا وبراعة عن خيال الفلسفة لباشيلارد.»  ونسب جوتنج الفضل إلى باشلارد في الشرح بمهارة لمعنى الصور النموذجية. 

## فهرس
كتب
- Bachelard، Gaston (1994). The Poetics of Space. Boston: Beacon Press. ISBN:978-0-8070-6473-3.
- Bachelard، Gaston (2014). The Poetics of Space. New York: دار بنجوين للنشر. ISBN:978-0-14-310752-1.
- Casey، Edward S. (1993). Getting Back Into Place: Toward a Renewed Understanding of the Place-world. Bloomington and Indianapolis: مطبعة جامعة إنديانا. ISBN:978-0253313317.
- Danielewski، Mark Z. (2014). "Foreword". The Poetics of Space. New York: دار بنجوين للنشر. ISBN:978-0-14-310752-1.
- Gilson، Étienne (1994). "Foreword to the 1964 edition". The Poetics of Space. Boston: Beacon Press. ISBN:978-0-8070-6473-3.
- Gutting، Gary (2017). "Bachelard, Gaston". في Audi، Robert (المحرر). The Cambridge Dictionary of Philosophy. Cambridge: مطبعة جامعة كامبريدج. ISBN:978-1-107-64379-6.
- Kearney، Richard (2014). "Introduction". The Poetics of Space. New York: دار بنجوين للنشر. ISBN:978-0-14-310752-1.
- Paglia، Camille (1993). Sex, Art, and American Culture: Essays. London: دار بنجوين للنشر. ISBN:0-14-017209-2.
- Ricœur، Paul (1970). Freud and Philosophy: An Essay on Interpretation. New Haven: دار نشر جامعة ييل. ISBN:0-300-02189-5.
- Ricœur، Paul (1979). "The Metaphorical Process as Cognition, Imagination, and Feeling". في Sacks، Sheldon (المحرر). On Metaphor. Chicago and London: دار نشر جامعة شيكاغو. ISBN:0-226-73334-3. مؤرشف من الأصل في 2020-11-28.
- Stilgoe، John R. (1994). "Foreword to the 1994 edition". The Poetics of Space. Boston: Beacon Press. ISBN:978-0-8070-6473-3.

مقالات على الإنترنت
- Ockman، Joan (Fall 1998). "The Poetics of Space by Gaston Bachelard". Harvard Design Magazine. مؤرشف من الأصل في 2021-04-15. اطلع عليه بتاريخ 2019-04-02.